# Karmar (sockenhuvudort i Kina, Qinghai Sheng, lat 37,36, long 98,84)
Karmar (kinesiska: 快尔玛, 快尔玛乡) är en sockenhuvudort i Kina. Den ligger i provinsen Qinghai, i den nordvästra delen av landet, omkring 270 kilometer väster om provinshuvudstaden Xining. Antalet invånare är 1 879. Befolkningen består av 945 kvinnor och 934 män. Barn under 15 år utgör 21,0 %, vuxna 15-64 år 72 %, och äldre över 65 år 6,0 %.
Trakten runt Karmar är nära nog obefolkad, med mindre än två invånare per kvadratkilometer. Närmaste större samhälle är Xinyuan, 16,0 km öster om Karmar. Trakten runt Karmar består i huvudsak av gräsmarker.
Genomsnittlig årsnederbörd är 306 millimeter. Den regnigaste månaden är juli, med i genomsnitt 75 mm nederbörd, och den torraste är december, med 2 mm nederbörd.